# Венанций Камеринский
Венанций (умер 18 мая 251 или 253) — святой мученик из Камерино. День памяти — 18 мая
Святой Венанций (итал. San Venanzio), также известный как св. Виганд (Wigand), покровитель Камерино, Италия, согласно преданию был 15-летним юношей. Его подвергли пыткам, и обрекли на мученическую смерть путём обезглавливания в Камерино во время гонений Декия. Мученическую смерть вместе с ним приняли десять других христиан, включая священника Порфирия, наставника Венанция, и Леонтия, епископа Камерино.
Перед тем как св. Венанций был убит, его бичевали, жгли пылающими факелами, подвешивание вниз головой над на огнём. Его зубы были выбиты, а челюсть сломана. Его бросали на растерзание львам и сбрасывали с высокой скалы. В XI веке его житие было дополнено. Согласно этим деяниям святому удалось ненадолго бежать из Камерино и скрыться в Раяно, где позже был воздвигнут посвящённый ему храм.

## Почитание
Св. Венанций был погребён за стенами города Камерино. На этом месте в V веке была воздвигнута базилика, которая впоследствии много раз перестраивалась. Почитание св. Венанция стало всенародным: его образ появился на монетах и в литаниях. Источники неподалёку от базилики, которые были связаны со святым, использовались прокажёнными и людьми, страдающими язвой желудка для исцеления своих недугов. Св. Венанций впоследствии заменил св. Ансовина в качестве святого покровителя города.
В 1259 году, во время разрушения Камерино войском Манфреда Сицилийского, мощи св. Венанция были для сохранности перенесены в Кастель-дель-Ово в Неаполе. Они были возвращены в Камерино в 1269 году по приказу папы Римского Клемента IV, противника Манфреда.
В XVII веке папа Римский Климент X, бывший епископ Камерино, внёс вклад в распространение его почитания. Он повысил статус празднования до double rite и составил гимны для службы в честь св. Венанция.

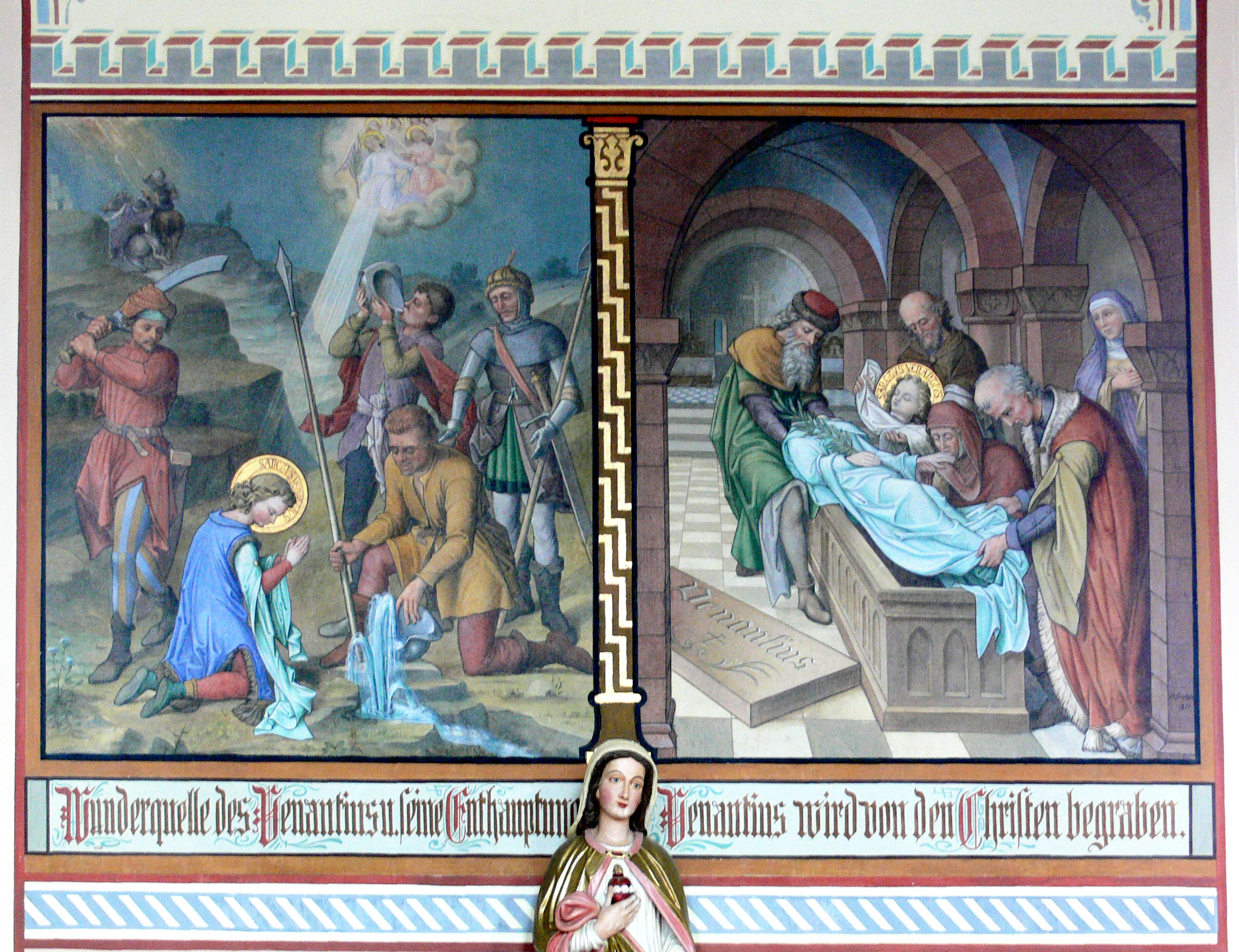
Усекновение главы св. Венанция и его погребение
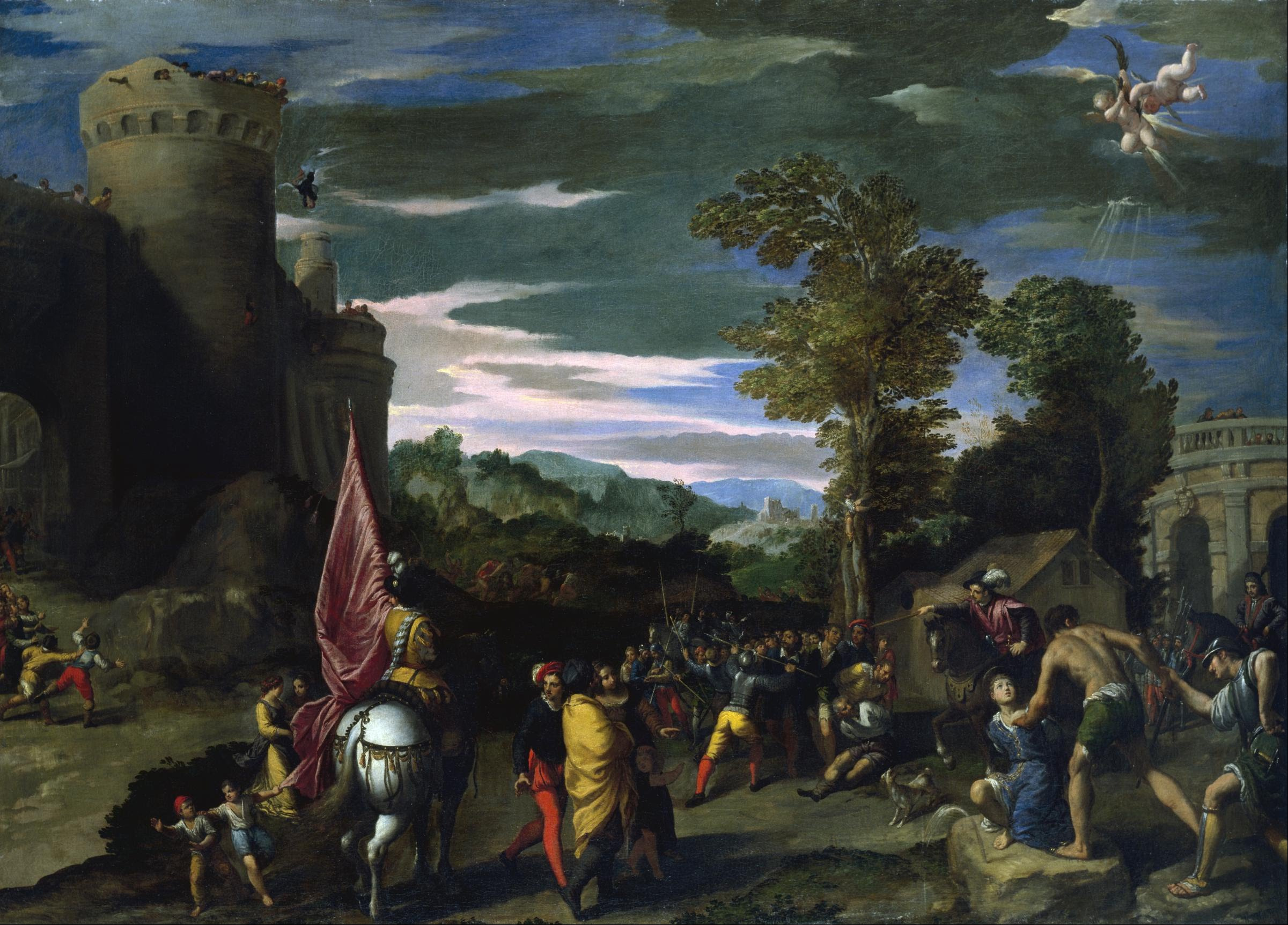
Ипполит Скарселлино. Мученичество св.Венанция из Камерино
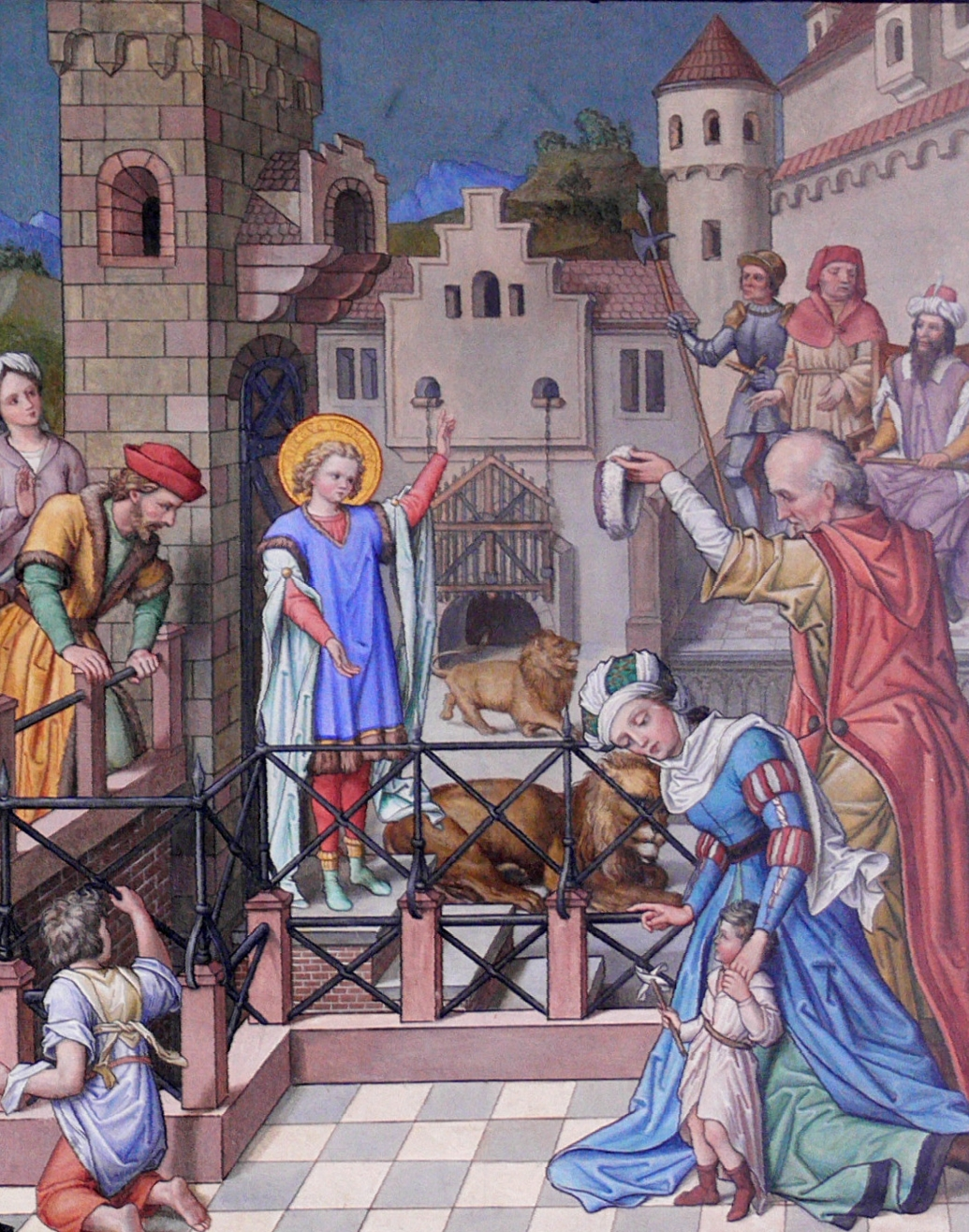
«Венанций Камеринский, брошенный на казнь, укрощает львов»